# Ушаково (Низовское сельское поселение)
Ушаково (нем. Heiligenwalde) — посёлок в Гурьевском городском округе Калининградской области. Входит в состав Низовского сельского поселения.

## География
Посёлок Ушаково расположен на реке Преголе, в 21 км к востоку от Калининграда, к югу от федеральной трассы А-229.

## История
Церковная деревня, когда-то называвшаяся Хайлигенвальде, с островом в болотистой местности, была основана в 1344 году великим магистром Тевтонского ордена Винрихом фон Книпроде. Основателем этого места был Фольквин фон Добрин, которому было предоставлено 60 животных для поселения. В том же году здесь была построена кирха, которая существует до сих пор.
30 апреля 1874 года Хайлигенвальде стал центром вновь созданного района Хайлигенвальде, который просуществовал до 1945 года и принадлежал Кёнигсбергскому округу (с 1939 года округ Самланд) в Кёнигсбергском районе провинции Восточная Пруссия. В 1893 году соседние селения Кранцберг и Эллерн, а также Сюзанненталь были включены в состав Хайлигенвальде. Население Хайлигенвальда в 1910 г. составляло 522 человека.
Хайлигенвальде снова расширился в 1928 году, когда были объединены деревня Облиттен (ныне Глухово) и усадеба Хайлигенвальде (ныне Молодецкое). Число жителей выросло до 699 к 1933 году и до 716 в 1939 году.
В 1946 году Хайлигенвальде был переименован в поселок Ушаково.

## Достопримечательности
Кирха Хайлигенвальде. Построена в 1344 году, полностью сохранила первозданный вид.

## Население
| 2002 | 2010 |
| ---- | ---- |
| 195  | ↘182 |